# Strabomantis cadenai
Strabomantis cadenai é uma espécie de anfíbio  da família Craugastoridae endêmica da Colômbia.
Os seus habitats naturais são: regiões subtropicais ou tropicais húmidas de alta altitude. A espécie está ameaçada por perda de habitat.